# Friedrich Benthaus
Friedrich Benthaus (* 4. Juni  1884 in Gelsenkirchen; † 22. Dezember 1978 in Hagen) war ein deutscher Manager des Steinkohlenbergbaus.

## Leben
Friedrich Benthaus wurde als Sohn eines Gelsenkircheners Bergwerksunternehmers geboren. Nach dem Abitur begann er zunächst ein Studium der Rechtswissenschaft, wechselte jedoch nach kurzer Zeit zum Bergfach. Von 1904 bis 1905 absolvierte er die praktische Ausbildung auf verschiedenen Ruhrzechen, u. a. auf der Erzgrube Selbeck. Von 1905 bis 1908 studierte er an der Philipps-Universität Marburg, der Bergakademie Berlin und der RWTH Aachen. In Marburg wurde er im Corps Hasso-Nassovia aktiv, das ihn 1906 recipierte. 1908 legte er das Bergreferendarexamen ab. Anschließend erwarb er bis 1909 erste berufliche Erfahrungen im General Management und im kaufmännischen Bereich auf der Grube Camphausen und der Bleihütte Oker. Danach absolvierte er das Bergreferendariat und legte 1914 das Bergassessorexamen ab.
Nach dem Ersten Weltkrieg wechselte er 1919 als Bergwerksdirektor der Zeche Hannover und Zeche Hannibal zur Verwaltung der Fried. Krupp Bergwerke. 1927 wurde er zum Dr.-Ing. promoviert. 1929 wurde er zudem Bergwerksdirektor der Zeche Vereinigte Constantin der Große. 1932 wurde Benthaus zum stellvertretenden Direktoriumsmitglied und 1939 zum Direktionsvollmitglied der Friedrich Krupp AG berufen, wo er bis zu seiner Pensionierung 1947 den gesamten Steinkohlenbergbau des Konzerns verantwortete. Am 28. April 1947 machte er gegenüber der Anklage im Krupp-Prozess eine Aussage über die Organisation des Kohlenbergbaus bei der Friedrich Krupp AG.